# Stefan Rosenbauer
Stefan Rosenbauer (Biberach an der Riß, 1896. március 24. – Rio de Janeiro, 1967. augusztus 18.) olimpiai és világbajnoki bronzérmes német tőr- és párbajtőrvívó. 1939-ben Brazíliába emigrált, ahol vívóedzőként és fényképészként tevékenykedett.